# Rodrigo de la Rosa
Rodrigo de la Rosa (México, 30 de agosto de 1977) es un actor mexicano de televisión. Conocido por sus papeles en varias producciones de la empresa hispana de Telemundo donde se inicio desde el año 2002 hasta hoy en día.

## Carrera artística
Inició como extra en varias producciones de Televisa como ejemplo las telenovelas Abrázame muy fuerte, La casa en la playa y otras más durante el año 2000.
En 2002 ingresa a Telemundo con el papel protagónico en la producción Daniela al lado de la actriz y cantante Litzy.
En 2003 participa en El alma herida, primer antagónico que realiza al lado de la actores Itatí Cantoral, Rebecca Jones y Alejandro Camacho.
En 2005 participa en La ley del silencio nuevamente como antagonista al lado de José Ángel Llamas, Flora Martínez y Alejandro Chabán.
En 2009 participa en Vidas cruzadas, interpretando a Raúl.
En 2010 participa en Alguien te mira con el personaje de Pedro Pablo, al lado de Danna García, Christian Meier y Rafael Amaya.
En 2012 participa en El rostro de la venganza al lado de David Chocarro, Saúl Lisazo y Marlene Favela.
En 2018 participó en la producción de Al otro lado del muro, junto a Litzy por segunda ocasión y Marjorie de Sousa.

## Filmografía

### Televisión
| Año       | Título                   | Personaje                |
| --------- | ------------------------ | ------------------------ |
| 2018      | Mi familia perfecta      | Guillermo del Castillo   |
| 2018      | Al otro lado del muro    | Dr. Mauricio Pedroza     |
| 2017      | Milagros de navidad      | Ramón                    |
| 2016      | Ruta 35                  | Miguel Atencio           |
| 2012      | El rostro de la venganza | Víctor Leyton            |
| 2010-2011 | Alguien te mira          | Pedro Pablo Peñafiel     |
| 2010      | Perro amor               | Gonzalo Cáceres          |
| 2009      | Vidas cruzadas           | Raúl                     |
| 2008      | Capadocia                | Daniel                   |
| 2005      | La ley del silencio      | Fernando Cárdenas        |
| 2003      | El alma herida           | Alejandro Mendoza        |
| 2002      | Daniela                  | Mauricio Lavalle Abascas |

### Películas
| Año  | Título                     | Personaje |
| ---- | -------------------------- | --------- |
| 2007 | Walking Tall: Lone Justice | Octavio   |